# Florence Everilda Goodeve
Florence Everilda Goodeve   (Heysham, 24 de maig de 1848 - Londres, 15 de gener de 1916) va ser una compositora i lletrista anglesa, sovint acreditada com Mrs Arthur Goodeve (Senyora d'Arthur Goodeve).

## Biografia
Florence Everilda Knowlys, aquest era el seu cognom de soltera, va néixer a Heysham (Lancashire). El seu pare, Thomas John Knowlys (1803–1869), i la seva mare, Anna Maria Martha (de soltera Hesketh, 1809–1886), es van casar el setembre de 1828 i van construir un gran edifici que van anomenar Heysham Tower, al lloc que ara ocupa l'Hotel Midland, a Morecambe (Lancashire). El pare de Florence Everilda Gopdeve era nebot de Newman Knowlys, conegut advocat i jutge, i la seva mare era germana de Peter Hesketh-Fleetwood, membre del Parlament. Ella era la petita de quatre fills i sis filles, una de les quals va morir en la infància.
Es va casar amb Louis Arthur Goodeve (1841–1888) el 23 de novembre de 1869 a Christ Church, a Clifton Down (un barri de Bristol), vestint «un simple vel de tul» i assistida per disset dames d'honor i en una cerimònia oficiada pel bisbe Anderson, auxiliat per tres sacerdots. Va acompanyar el seu marit a Calcuta, on ell exercia d'advocat al Tribunal Suprem. Van tenir cinc fills. Louis Arthur Goodeve va morir el març de 1888.
Florence Everilda Goodeve va morir a Londres el 15 de gener de 1916.

## Música i art
Florence Everilda Goodeve va demostrar un talent musical des de petita i als catorze anys va escriure el seu Glockenspiel Galop i diverses cançons. La compositora i cantant Virginia Gabriel la va escoltar i la va convèncer perquè ho publiqués. En total va publicar unes setanta cançons. Alguns dels seus temes més populars van ser Ah, Well-a-Day, The Jovial Beggar i Fiddle and I.
Entre les seves composicions posteriors hi ha Song of the Rivers, In the Silver Years, I Would Not Love You Less, Row, Row, que és una cançó de vaixell; If Thou Must Love Me i The King's Wooing, una cançó per baríton escrita per a Robert Watkin-Mills.
A més de dedicar-se a la música, Goodeve va ser una pintora aficionada També va escriure per a diverses revistes.